# ویتچرچ، کاردیف
ویتچرچ (به انگلیسی: Whitchurch) یک حومه شهر در بریتانیا است که در City and County of Cardiff واقع شده‌است. ویتچرچ ۱۶٬۱۳۸ نفر جمعیت دارد.